# تاء الخجل
تاء الخجل  رواية للكاتبة فضيلة الفاروق تتناول قضية اغتصاب النساء في المجتمع العربي بصفة عامة والمجتمع الجزائري بصفة خاصة اثناء العشرية السوداء التي مرت بالجزائر سنوات التسعينات من القرن الماضي، حيث تميزت هذه الرواية بجرأة لم يعتد عليها في الوطن العربي
حيث كسرت فضيلة الفاروق كل الطابوهات المسكوت عنها في المجتمع العربي، ان الخجل جعل قيود على المرأة العربية في كل مكان وزمان لا لشئ سوي انها امرأة عربية، وقد ترجمت هذه الرواية إلي عدة لغات منها الفرنسية،و الإسبانية و الكوردية

## موضوع الرواية
الرواية تتحدث عن قضية الاغتصاب الذي تتعرض له المرأة العربية وتناولت في الرواية الاغتصابات التي تعرضت لها المرأة في العشرية السوادء التسعينات القرن الماضي.

## فصول الروائية
تحتوي رواية تاء الخجل عن ثمانيات فصول استعملت الكاتبة في بعض الفصول الضمائر حيث كان الضمير المتكلم مستحود على الرواية.
- الفصل الأول أنا وأنت
- الفصل الثاني أنا ورجال العائلة
- الفصل الثالث تاء مربوطة لا غير
- الفصل الرابع يمينة
- الفصل الخامس دعاء الكارثة
- الفصل السادس الموت والأرق يتسامران
- الفصل السابع جولات الموت
- الفصل الثامن الطيور تختبئ لتموت

## البنية الروائية

### الشخصيات

#### المؤلفة
تمحورات الشخصيات الرواية بالدرجة الاولي عن فضيلة الفاروق التي تمردت على الدور التقليدي للنساء في المجتمع العربي بصفة عامة والجزئري بصفة خاصة، حيث استعملت فضيلة الفاروق ضمير المتكلم من بداية الرواية لتعلن بذلك عن حضورها، وشخصيته القوية في الرواية.

#### يمينة
الضحية العشرية السوداء في الجزائر حيث تعرضت للاغتصاب من طرف الجماعات الإهاربية، حيث جسدت المشهد بكل مايحمل من معانات
يقشعر لها البدن، فكانت اللحطات موت يمينة مؤثراجدا للقارئ والأكثر ايلاما.
قالب:اقتنثنميميممنيخيكميمباس

### الحدث
الحدث ليس من النوع المترابط المتصاعد، حيث بدأت بالحكي الذاتي مستعمل التقاصيل البسيطة، وصولا إلي الحدث الكبير، موت الفتاة المغتصبة ثم تصل إلي ان الوطن هو المغتصب باتلك الفترة.

### اللغة
امتازت الكاتبة ببساطة السرد، وعدم استعرض اللغة والتراكيب اللغوية المعقدة، حيث ان محتوي اللغة المستعمل تقطر مرارة وشاعرية على طول العمل، وهذا من منطلق ان الكاتبة عايت الحدث بكل تفاصيله ومرارته.

## التلقي الجماهيري
اعتبرت الرواية أهم رواية عربية طرحت هذه القضية ما جعلها تدرس في جامعات كبيرة في العالم، منها ، ولا تزال تثير سجالا حادا على المستوي الإعلامي والأكاديمي منذ صدور طبعتها الاولي سنة 2003 ، ويمكن اعتبارها رواية الساعة بامتياز.